# Annotation Query Language
Die Annotation Query Language (AQL) ist eine Datenbanksprache, um Extraktoren für ein Text Mining zu bauen. Damit lassen sich strukturierte Informationen aus semistrukturierten und unstrukturierten Daten bzw. Dokumenten extrahieren. AQL ähnelt in ihrer Syntax der Datenbankabfragesprache SQL.
Entwickelt wurde AQL 2004 von IBM und wird unter anderem in Produkten wie IBM InfoSphere BigInsights, IBM InfoSphere Streams sowie  IBM SPSS verwendet.